# اغنيس فينك
اغنيس فينك (بالألمانية: Agnes Fink) (و. 1919 – 1994 م) هي ممثلة، وممثلة صوت من ألمانيا . ولدت في فرانكفورت.
توفيت في ميونخ، عن عمر يناهز 75 عاماً.

## جوائز
حصلت على جوائز منها:
- قائد الصليب من وسام استحقاق جمهورية ألمانيا الاتحادية.

## روابط خارجية
- اغنيس فينك على موقع IMDb (الإنجليزية)
- اغنيس فينك على موقع مونزينجر (الألمانية)
- اغنيس فينك على موقع ألو سيني (الفرنسية)
- اغنيس فينك على موقع أول موفي (الإنجليزية)
- اغنيس فينك على موقع قاعدة بيانات الأفلام السويدية (السويدية)
- اغنيس فينك على موقع قاعدة بيانات الفيلم (الإنجليزية)
- اغنيس فينك على موقع كينوبويسك (الروسية)